# B recognition element
Das BRE (B-recognition-element) ist ein Promoter-Element, das sich bei vielen eukaryotischen Genen in der Promoterregion befindet. Es ist ein cis-regulatorisches Element, das in der Nähe der TATA-Box lokalisiert ist. Die typische Sequenz ist: 5′-G/C-G/C-G/A-C-G-C-C-3′. Das BRE ist die Bindungsstelle für den TFIIB (transcription factor II B).